# Karl Kurz (Pädagoge)

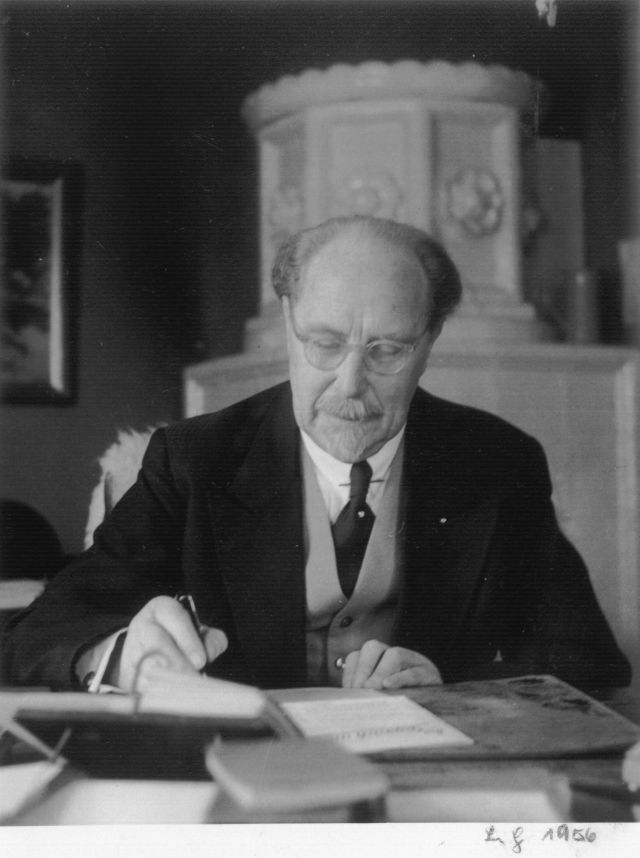
Karl Kurz, aufgenommen 1956

Karl Kurz (* 24. April 1881 in Colmar; † 11. Juli 1960 in Bremen) war ein deutscher Pädagoge, Physiker und Landesschulrat in Bremen.

## Leben
Kurz war der Sohn eines Magazinaufsehers. Er besuchte die Volksschule und im Anschluss das Lehrerseminar in Friedberg (Hessen). Sein Abitur machte er 1903 als Externer in Darmstadt. Er studierte Pädagogik, Mathematik und Naturwissenschaften an der Universität Gießen und promovierte zum Dr. rer. nat. Ab 1906 wirkte er als Assistent für Physik an der Technischen Universität München und er habilitierte 1909 in München und war dann Privatdozent.
1910 wurde er Lehrer in Göttingen und etwas später Oberlehrer am Volksschullehrerinnenseminar in Bremen. Im Ersten Weltkrieg war er ab 1916 Soldat. Er wirkte als Hochfrequenztechniker aber vornehmlich am militärischen Institut für Physik in Kiel bei der Marineinspektion des Torpedo- und Minenwesens. Bedeutend war im Rahmen der Verbesserung der Morsetelegrafie die Erforschung der Barkhausen-Kurz-Schwingung, also der Bremsfeldschwingung einer Elektronenröhre, die der Physiker Heinrich Barkhausen und er erstmals 1917 beschrieben haben.
1919 erhielt Kurz die Stelle eines Schulinspektors in Bremen, wurde 1921 Schulrat und 1922 Oberschulrat für die Höheren Schulen. Er war ein liberaler Schulreformer. 1932 erfolgte seine Berufung zum Landesschulrat in Bremen. Diese Position behielt er auch in der Zeit des Nationalsozialismus inne. 1937 trat er deshalb der NSDAP bei, ohne ein Amt in der Partei zu bekleiden. Er soll seine Funktion als Landesschulrat in dieser Zeit weitgehend sachlich ausgeführt haben und er interessierte sich für die naturwissenschaftliche Entwicklung im Schuldienst sowie für die Erforschung der physikalischen Hochfrequenztechnik.
Im August 1945 wurde Karl Kurs nach Beendigung des Zweiten Weltkrieges entlassen. Im März 1949 erfolgte seine Rehabilitierung. 1952 war seine formelle Ruhestandsversetzung mit Wirkung ab 1948. Er brachte nun verschiedene Veröffentlichungen heraus und war Mitglied und dann Ehrenmitglied der Wittheit zu Bremen und Mitglied und später Ehrenvorsitzender des Naturwissenschaftlichen Vereins in Bremen.

## Veröffentlichungen (Auswahl)
- zusammen mit Heinrich Barkhausen: Die kürzesten, mit Vakuumröhren herstellbaren Wellen. In: Physikal. Zeitschrift. 21, Nr. 1, Leipzig 1920, S. 1–6.
- Lebensverhältnisse der Nachkriegsjugend. Eine soziologische Studie. Friedrich Trüjen Verlag, Bremen 1949.